# Shinya Tanoue
Shinya Tanoue (født 5. februar 1980) er en tidligere japansk fodboldspiller.
Han har spillet for flere forskellige klubber i sin karriere, herunder Kashiwa Reysol og Vegalta Sendai.